# 金村尚真
金村 尚真（かねむら しょうま、2000年8月29日 - ）は、沖縄県豊見城市出身のプロ野球選手（投手）。右投右打。北海道日本ハムファイターズ所属。

## 経歴

### プロ入り前
豊見城市立上田小学校3年生のときに豊見城ジュニアで野球を始め、豊見城市立豊見城中学校では軟式野球部に所属。2年時からエースナンバーを背負い、3年時には全日本少年軟式野球大会でチームを初優勝に導いた。その後、BFA U-15 アジア選手権の日本代表に選出され、同大会では準優勝を経験した。
「県外でやってみたい」という気持ちがあり、岡山学芸館高校に進学すると、1年春からベンチ入り。エースを務めるようになった2年秋は県大会で優勝を果たした。3年春からは4番打者も務めるようになり、3年夏は県大会で決勝まで勝ち上がったが、西純矢擁する創志学園に敗れた。甲子園大会出場経験はなし。
富士大学に進学すると、1年春からリーグ戦に登板し、2年秋からはエースを務めた。3年春のリーグ開幕戦ではノースアジア大学相手に毎回の18奪三振で完全試合を達成。チームの2年秋から4年春にかけての4季連続リーグ優勝に貢献し、3,4年時は全日本大学野球選手権に出場した。大学4年間では計7季で36試合に登板し、25勝5敗・防御率0.88。与四死球は通算でも25個という少なさで与四死球率0.99を記録した。
2022年9月12日にプロ志望届を提出し、10月20日に開催されたドラフト会議にて、北海道日本ハムファイターズから2位指名を受けた。11月11日に契約金7000万円・年俸1100万円（いずれも金額は推定）で仮契約。同26日には新入団選手発表会見が行われ、背番号は24と発表された。

### 日本ハム時代

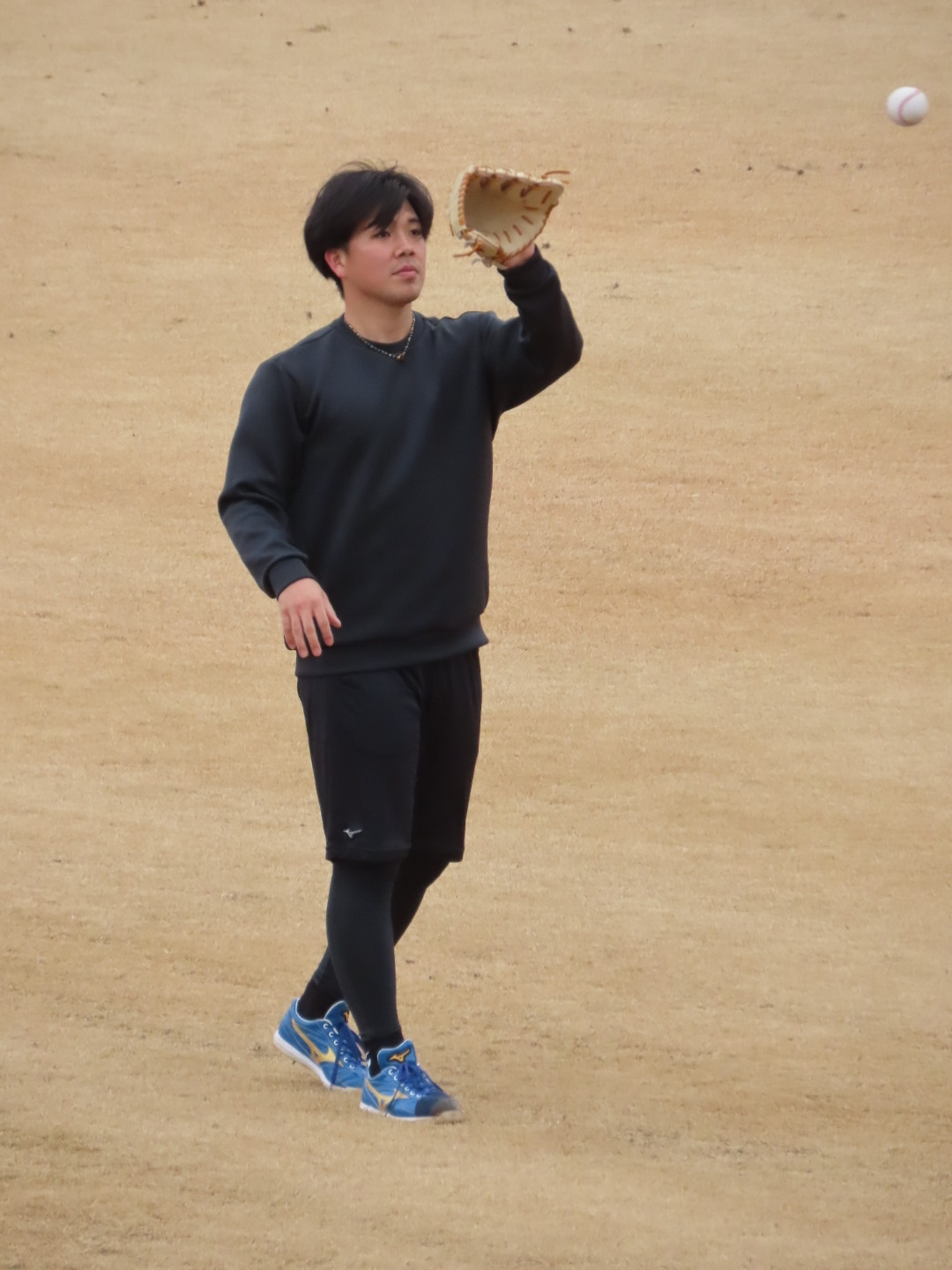
2023年1月22日 ファイターズ鎌ケ谷スタジアム

2023年はオープン戦で計15イニングを2失点と結果を残し、開幕ローテーション入り。開幕3試合目の東北楽天ゴールデンイーグルス戦でプロ初登板初先発を果たし、6回2安打2四球6奪三振1失点と好投したが、勝敗は付かなかった。続く4月9日のオリックス・バファローズ 戦では6回1/3を投げ、9安打1四球6奪三振2失点という内容でプロ初勝利を挙げた。ただ、同18日の千葉ロッテマリーンズ戦で6回4失点（自責点2）でプロ初黒星を喫すると、翌19日に右肩の張りで出場選手登録を抹消された。6月下旬に二軍で実戦復帰予定であったが、直前で体調不良になり、実戦復帰は7月末。9月22日の楽天戦で5か月ぶりの一軍登板を果たすと、最速151km/hを計測するなど、6回2/3を無失点の好投で勝利投手となった。30イニング到達で来季の新人王資格が消滅することへの配慮もあり、この試合で一軍登板を終えた。ルーキーイヤーは一軍で4試合に先発し、2勝1敗・防御率1.80という成績であった。11月21日に100万円増の年俸1200万円で契約を更改した。
2024年、山﨑福也の獲得とドリュー・バーヘイゲンの復帰に加え、開幕から当面は6連戦がない日程もあり、春季キャンプ当初から開幕ローテーションは残り1枠という熾烈な争いに加わったが、2月27日の読売ジャイアンツとの練習試合で3回2/3を5失点。セットアッパーの池田隆英が春季キャンプ終盤に右肘痛を発症したチーム事情もあり、キャンプ地から北海道に戻った直後にリリーフ転向を告げられた。開幕を一軍で迎え、セットアッパーとしてホールドを積み重ね、4月19日の登板を終えた時点では8試合に登板し、1勝0敗6ホールド・防御率0.00を記録。ただ、新庄剛志監督は「6連戦が続くから。先発の準備もさせておかないと」「（中継ぎで）いい経験をさせてますけど、彼は将来的には間違いなく先発なんで」と金村を中継ぎでイニングを伸ばしながら先発調整させていくことを明言し、4月23日の楽天戦は2回、5月1日の埼玉西武ライオンズ戦は3回とイニングを伸ばした。同8日の福岡ソフトバンクホークス戦でシーズン初先発となって以降は先発ローテーションを回り、好投しながらもリリーフ陣や打線と噛み合わず、7先発で未勝利であったが、7月2日のロッテ戦では6回3失点で先発転向後初勝利。この試合を含めて自身4連勝を記録するなど、シーズン終盤まで先発ローテーションを回った。レギュラーシーズン最終登板となった10月5日の楽天戦では、CSに向けてリリーフ登板となり、3回1失点（自責点0）で勝利投手。この年は29試合（17先発）の登板で7勝6敗6ホールド・防御率2.38を記録した。ポストシーズンでは、ロッテとのCSファーストステージ第2戦に先発登板。安田尚憲と角中勝也にソロ本塁打を被弾し、6回2/3を2失点でリードを許して降板したが、その後チームは逆転サヨナラ勝ちを収め、金村に勝敗は付かなかった。11月30日のファンフェスティバルにて、新庄監督から翌年の開幕投手に指名され、12月5日の契約更改では3倍増となる推定年俸3600万円でサインした。
2025年は西武との開幕戦でシーズン初登板初先発となり、9回6安打1四球4奪三振無失点と快投し、シーズン初勝利をプロ初完投初完封で飾った。

## 選手としての特徴
| 球種           | 配分 % | 平均球速 km/h | 被打率 |
| -------------- | ------ | ------------- | ------ |
| ストレート     | 37.3   | 147.6         | .244   |
| スプリット     | 22.3   | 140.3         | .196   |
| カットボール   | 15.6   | 138.0         | .211   |
| スライダー     | 10.2   | 129.6         | .237   |
| カーブ         | 07.0   | 113.8         | .250   |
| ツーシーム     | 04.5   | 145.0         | .351   |
| チェンジアップ | 03.0   | 130.0         | .273   |

持ち球は最速154km/hのストレート、スライダー、カットボール、カーブ、スプリット、チェンジアップ、ツーシーム。これらの多彩な球種をコントロール良く投げ込むのが持ち味。
投球フォームはテイクバックが小さいのが特徴。中学時代に捕手と内野手を守っており、その経験が投球フォームにも繋がっているという。
高校時代は3年春から4番打者も務め、通算8本塁打を記録した。

## 人物
神経質な面があり、アマチュア時代から大事な試合の前夜は「この場面はこうしようだったり、いろいろ考えてしまう。（朝まで）ずっと目をつぶるタイプです」と眠れないという。
漫画好きであり、好きな漫画家はあだち充。

## 詳細情報

### 年度別投手成績
| 年 度     | 球 団     | 登 板 | 先 発 | 完 投 | 完 封 | 無 四 球 | 勝 利 | 敗 戦 | セ 丨 ブ | ホ 丨 ル ド | 勝 率 | 打 者 | 投 球 回 | 被 安 打 | 被 本 塁 打 | 与 四 球 | 敬 遠 | 与 死 球 | 奪 三 振 | 暴 投 | ボ 丨 ク | 失 点 | 自 責 点 | 防 御 率 | W H I P |
| --------- | --------- | ----- | ----- | ----- | ----- | -------- | ----- | ----- | -------- | ----------- | ----- | ----- | -------- | -------- | ----------- | -------- | ----- | -------- | -------- | ----- | -------- | ----- | -------- | -------- | ------- |
| 2023      | 日本ハム  | 4     | 4     | 0     | 0     | 0        | 2     | 1     | 0        | 0           | .667  | 97    | 25.0     | 18       | 0           | 5        | 0     | 0        | 23       | 2     | 0        | 7     | 5        | 1.80     | 0.92    |
| 2024      | 日本ハム  | 29    | 17    | 0     | 0     | 0        | 7     | 6     | 0        | 6           | .538  | 537   | 136.0    | 116      | 11          | 24       | 0     | 3        | 98       | 1     | 0        | 38    | 36       | 2.38     | 1.03    |
| 通算：2年 | 通算：2年 | 33    | 21    | 0     | 0     | 0        | 9     | 7     | 0        | 6           | .563  | 634   | 161.0    | 134      | 11          | 29       | 0     | 3        | 121      | 3     | 0        | 45    | 41       | 2.29     | 1.01    |

- 2024年度シーズン終了時

### 年度別守備成績
| 年 度 | 球 団    | 投手  | 投手  | 投手  | 投手  | 投手  | 投手     |
| 年 度 | 球 団    | 試 合 | 刺 殺 | 補 殺 | 失 策 | 併 殺 | 守 備 率 |
| ----- | -------- | ----- | ----- | ----- | ----- | ----- | -------- |
| 2023  | 日本ハム | 4     | 1     | 4     | 0     | 1     | 1.000    |
| 2024  | 日本ハム | 29    | 9     | 16    | 0     | 3     | 1.000    |
| 通算  | 通算     | 33    | 10    | 20    | 0     | 4     | 1.000    |

- 2024年度シーズン終了時

### 記録
初記録 
投手記録
- 初登板・初先発登板：2023年4月2日、対東北楽天ゴールデンイーグルス3回戦（エスコンフィールドHOKKAIDO）、6回1失点[16]
- 初奪三振：同上、1回表に辰己涼介から見逃し三振[63]
- 初勝利・初先発勝利：2023年4月9日、対オリックス・バファローズ3回戦（京セラドーム大阪）、6回1/3 2失点[19]
- 初ホールド：2024年4月3日、対東北楽天イーグルス2回戦（エスコンフィールドHOKKAIDO）、8回表に3番手で救援登板、1回無失点
- 初完投・初完投勝利・初完封勝利：2025年3月28日、対埼玉西武ライオンズ1回戦（ベルーナドーム）、9回無失点[55]

打撃記録
- 初打席：2024年6月8日、対東京ヤクルトスワローズ2回戦（明治神宮野球場）、3回表にサイスニードから二ゴロ

その他の記録
- 開幕投手：1回（2025年）

### 背番号
- 24（2023年 - ）

### 代表歴
- 第8回 U-15アジア野球選手権大会 日本代表